# U 21 (U-Boot, 1974)
U 21 war ein deutsches U-Boot der Klasse 206.

## Geschichte
Das Boot wurde von den Howaldtswerke-Deutsche Werft in Kiel gebaut. Es wurde am 15. April 1971 auf Kiel gelegt. Am 9. März 1973 erfolgte der Stapellauf, am 16. August 1974 die Indienststellung. Es gehörte zum 3. U-Boot-Geschwader in Eckernförde.

## Verbleib
Nach einer kurzen Dienstzeit wurden viele Boote der Klasse 206 umgerüstet. Dieses Boot wurde am 3. Juni 1998 außer Dienst gestellt. Nach einem gescheiterten Verkauf an Indonesien wurden Überlegungen angestellt, das Boot als Museumsstück in Eckernförde zu erhalten. Als dies auch scheiterte, wurde das U-Boot abgewrackt.